# 中洲宋江陣
中洲宋江陣是指臺灣臺南市學甲區的兩個傳統武陣頭，同時也是一個相當重要的地區性陣頭概念，祂們分別是屬於舊時學甲十三庄中洲庄的惠濟宮，以及地理位置隸屬中社的田龍館。然而兩個分屬不同庄頭聚落的宋江陣，之所以皆稱為中洲宋江陣，乃因早期此兩陣的參與人員，皆以中洲庄頭的陳姓居民為主。

## 陣頭脈絡
宋江陣的源流雖有多種傳說，但學界一般較為認同其源流脈絡，乃此陣頭是仿效戚繼光「鴛鴦陣」蛻變衍化而來。而陣頭以「宋江」為名，則又與水滸傳中108人物的神格化有關，其目的在於模仿星宿中36天罡72地煞的驅邪保安功能，藉以強化陣頭正統性與宗教的靈效性。清領中期之後，臺灣沿海地區因治安紊亂，於是又與各地練武強身的團練結合，自此之後，此陣頭一方面既是自衛性的組織，另一方面則也成為迎神賽會的陣頭。

## 惠濟宮宋江陣

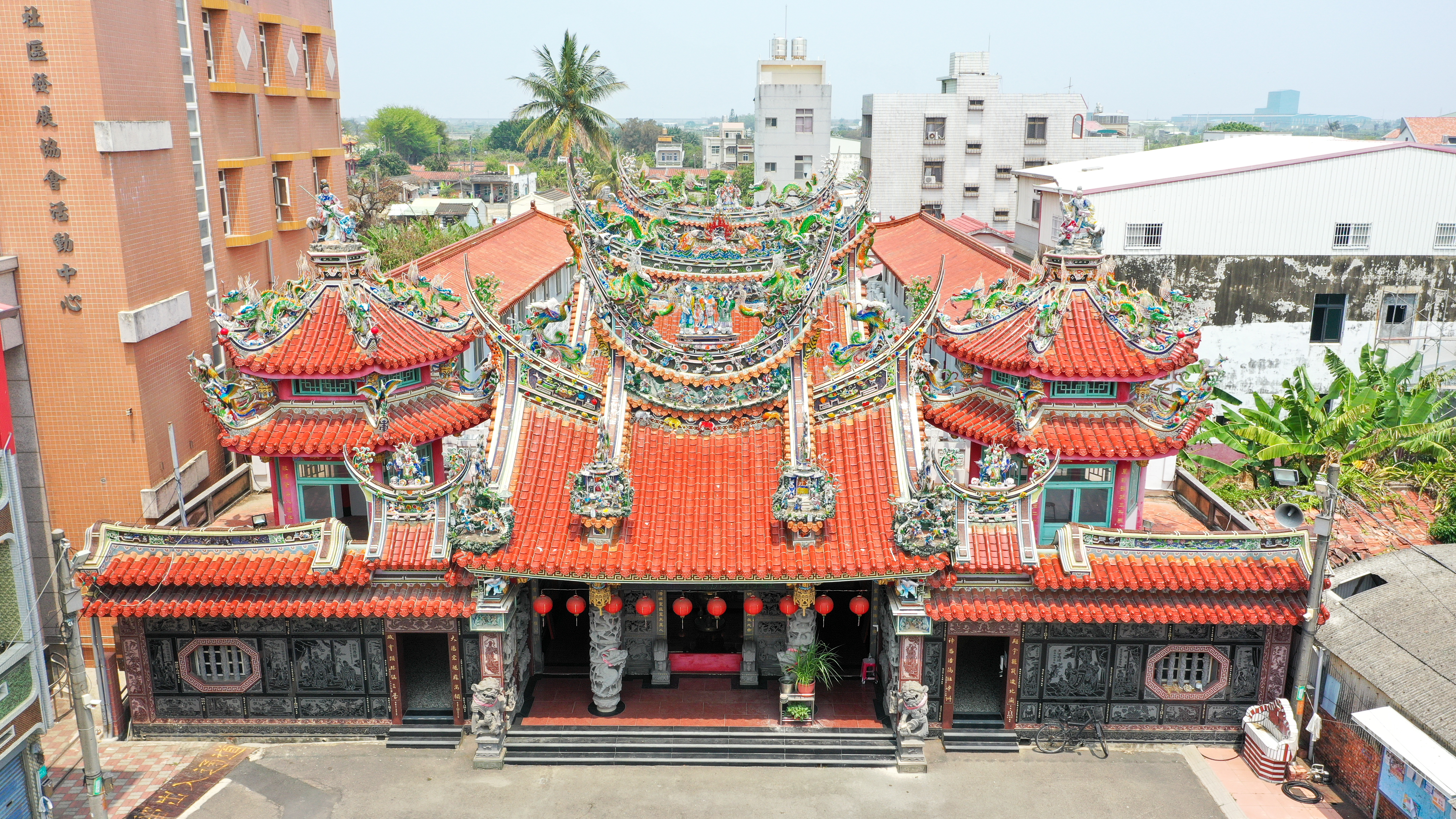
中洲宋江陣之 - 中洲惠濟宮

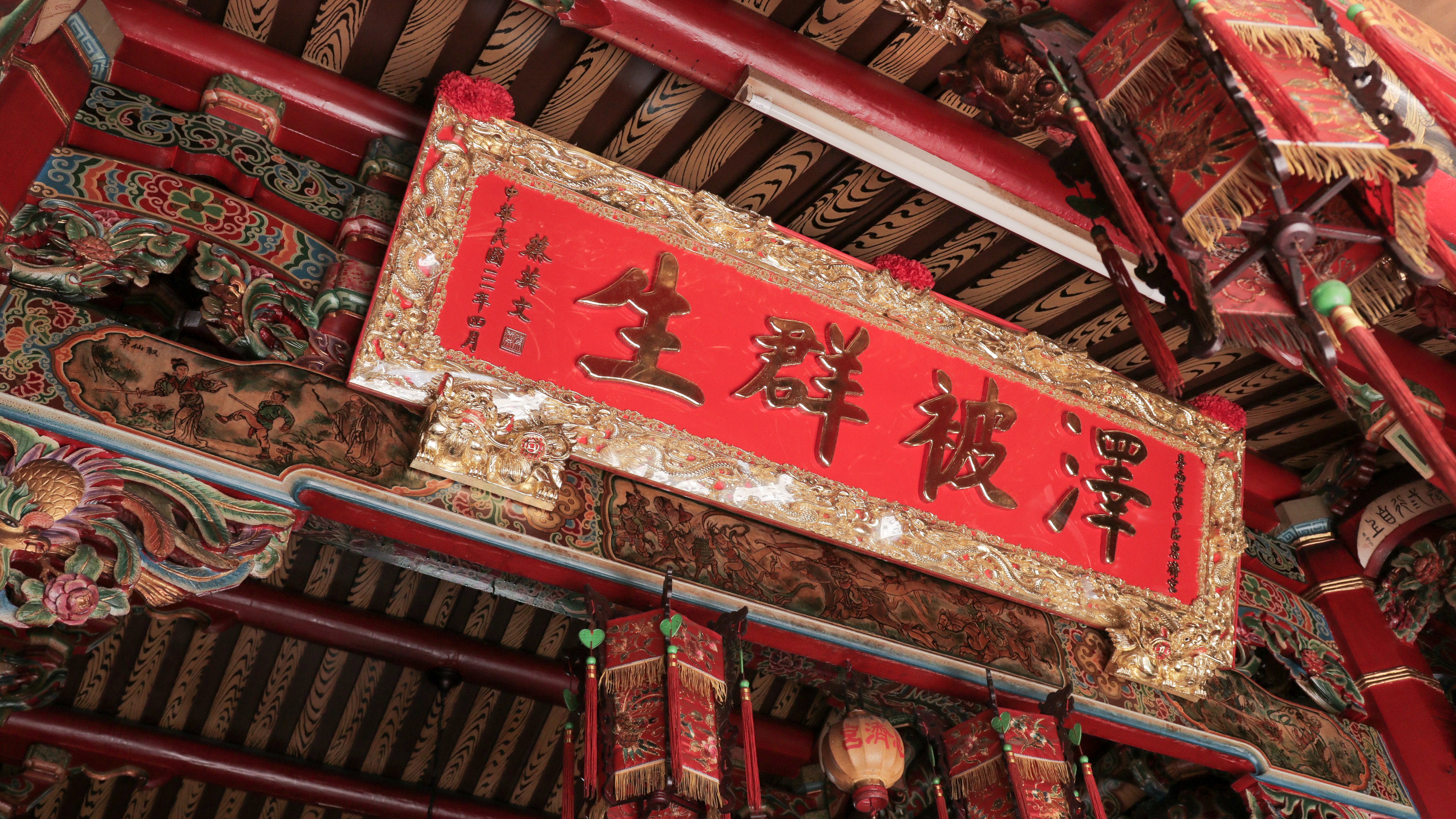
學甲中洲惠濟宮-匾額

惠濟宮位於學甲的中洲庄內，清乾隆四十七年（1782年）即已開始奉祀保生大帝、中壇元帥、開基福德正神等神祇，只是一開始僅以建草寮來奉祀，於清同治5年（1866年）方初建較為正式的廟，嗣後歷經數次的整修，目前的廟貌乃於1989年所修建完成。而惠濟宮的宋江陣，相傳於清末便已成立，一開始成立的目的，其目的乃是護衛莊頭之用，而較具組織係系統的管理，則是1946年惠濟宮執事長輩倡議成立宋江館組織武丁武陣。    
此團與中社宋江陣同出一脈，皆是由中社角聘請的師傅來教導各種陣式，本陣為綁黃腳巾之武陣陣頭，而所使用的兵器為兩兩成對即18對（36人）。並且兩陣的組成成員也都以中洲的陳姓宗親為主，只不過近年來由於聚落的人口逐漸減少之故，因此也開始招收外來的團員，目前陣中已有許多成員是非本庄或者陳氏子弟，甚至有女性團員出現。    
此外，惠濟宮宋江陣並非是一個常態性的組織，祂雖是中洲庄內的惠濟宮所成立的陣頭，卻沒有固定的訓練活動以及特定的組織系統，其每次的組團與開館訓練，都是廟方為因應每逢四年一科的學甲香活動，或者地方上遇有熱鬧活動時方才臨時組團出陣。

## 田龍館宋江陣

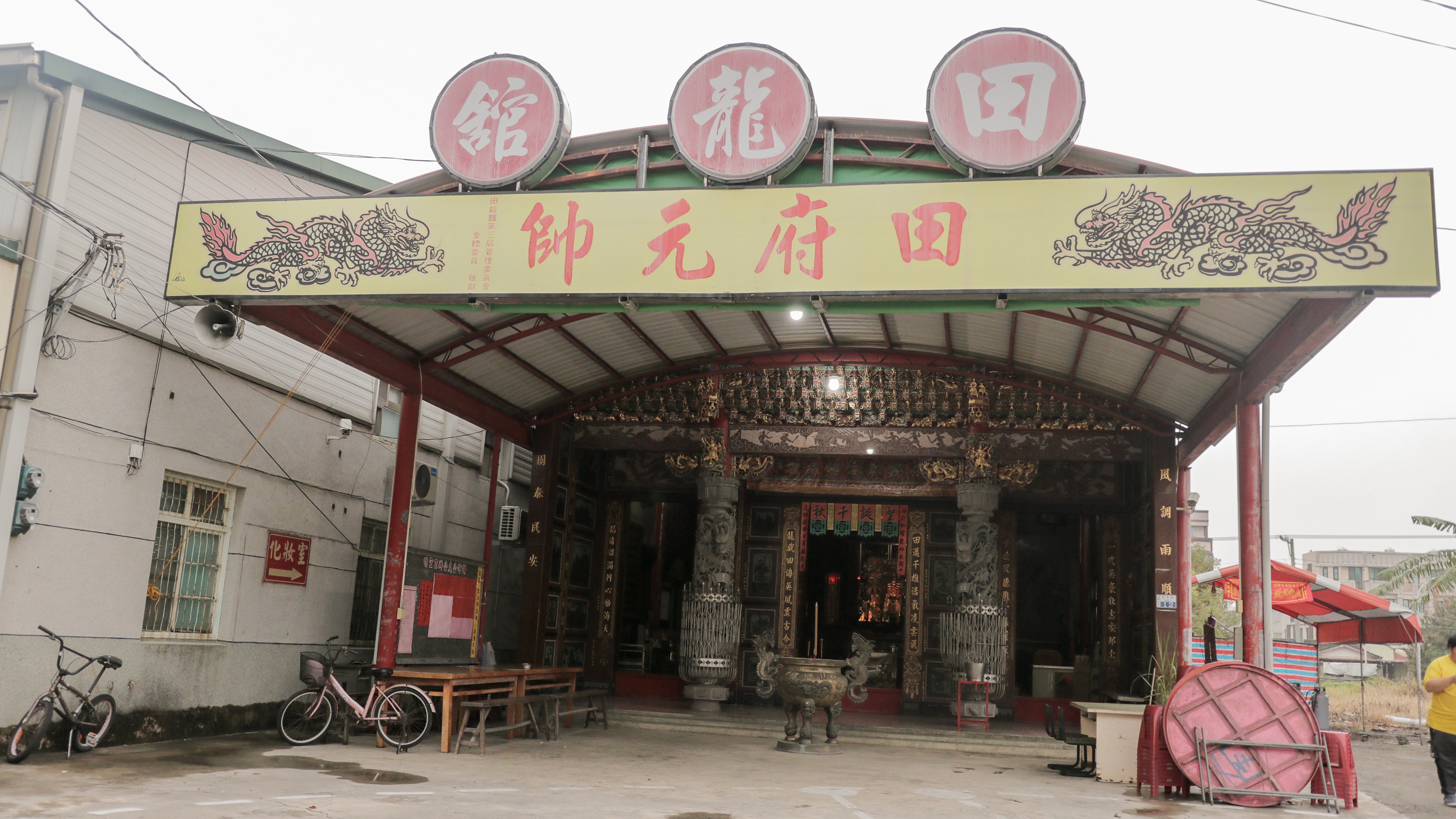
中洲宋江陣之 - 錦繡角田龍館

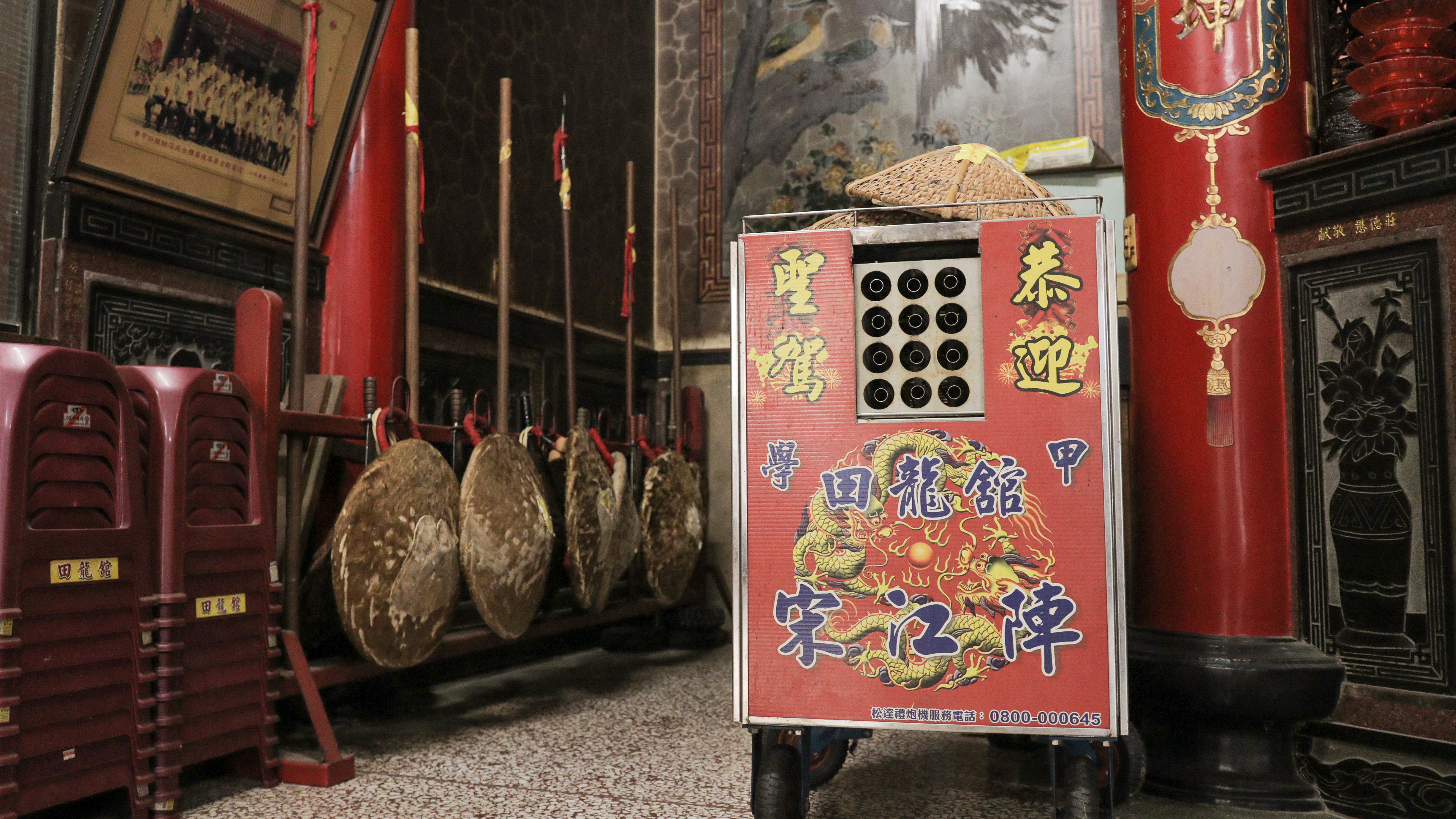
學甲錦繡角田龍館 - 宋江陣兵器與道具

田龍館宋江陣位於學甲中社角庄頭的錦繡角聚落中，是由庄民莊氏所創建及奉祀，主祀為田府元帥，然此元帥並非是一般所指的雷海青，而是天罡星轉世其乃姓盧諱俊義號玉麒麟。至於田龍館宋江陣的成立，則溯至康熙12年（1673年）莊氏先祖渡海來臺起，當時庄頭附近土番匪徒相當猖狂，宗氏族長莊蝎公有鑑於身家的安危著想，遂而鼓勵族人習練武術，並倡導族人鍛鍊健壯體魄的觀念，加之組織鄉勇以抵制盜匪並予以保鄉衛國，且遠赴唐山聘請武師來庄開館。  
錦繡角為建立長久之護衛組織，於咸豐三年（1853年）籌設武館並特聘來自中洲的武師來館傳授武術，同時也招募族中壯丁三十餘人並成立宋江陣，從此陣頭一方面除可強身與保護莊園外，另一方面也成為一個男性庄民的農閒娛樂，同時也參與學甲慈濟宮四年一科的香科活動。
就創陣歷史而言田龍館宋江陣，為學甲地區最早的武陣，其師承的派別也與中州惠濟宮的宋江陣同源，兩陣頭的指導武師皆是由中社庄師傅擔任，當然也同為屬綁黃腳巾之武陣，然兩團不同之處，乃錦繡角宋江陣操練時出陣人數24人，相異於惠濟宮或一般的宋江陣為36人。
田龍館與惠濟宮兩宋江陣出陣的目的，皆是以慈濟宮的香科為主，每次的組團與開館訓練等時機，都是廟方因應四年一科的學甲香活動，地方上遇有熱鬧活動時方才臨時組團出陣。 此外，田龍館宋江陣在每此的學甲香，一定是擔任蜈蚣公的引導角色。